# السم اللبلاب: الإغراء الجديد
السم اللبلاب: الإغراء الجديد هو فيلم من نوع مراهقة ‏ أُصدر في 1997. الفيلم من إنتاج نيو لاين سينما، ومن توزيع New Line Home Entertainment ‏، وهو من إخراج Kurt Voss ‏، أما السيناريو فكان من كتابة كارين كيلي ‏.

## القصة
قصة الفيلم الرئيسية حول الانتقام.

## طاقم التمثيل
- جايمي بريسلي
- شانا موكلر
- Susan Tyrrell [الإنجليزية]‏
- سوزان وارد
- Athena Massey  [لغات أخرى]‏
- غريغ فوغان
- Michael Des Barres [الإنجليزية]‏

## وصلات خارجية
- السم اللبلاب: الإغراء الجديد على موقع IMDb (الإنجليزية)
- السم اللبلاب: الإغراء الجديد على موقع روتن توميتوز (الإنجليزية)
- السم اللبلاب: الإغراء الجديد على موقع نتفليكس (الإنجليزية)
- السم اللبلاب: الإغراء الجديد على موقع ألو سيني (الفرنسية)
- السم اللبلاب: الإغراء الجديد على موقع Turner Classic Movies (الإنجليزية)
- السم اللبلاب: الإغراء الجديد على موقع أول موفي (الإنجليزية)
- السم اللبلاب: الإغراء الجديد على موقع فيلمافينيتي (الإسبانية)
- السم اللبلاب: الإغراء الجديد على موقع قاعدة بيانات الفيلم (الإنجليزية)
- السم اللبلاب: الإغراء الجديد على موقع ليتربوكسد (الإنجليزية)
- السم اللبلاب: الإغراء الجديد على موقع كينوبويسك (الروسية)